# Planques
Planques är en kommun i departementet Pas-de-Calais i regionen Hauts-de-France i norra Frankrike. Kommunen ligger i kantonen Fruges som tillhör arrondissementet Montreuil. År 2022 hade Planques 104 invånare.

## Befolkningsutveckling
Antalet invånare i kommunen Planques
| Referens: INSEE |